# Siège de Bourges (1412)
Pour les articles homonymes, voir Siège de Bourges.
Guerre civile entre Armagnacs et Bourguignons
Batailles
Le siège de Bourges, en juin 1412, est un épisode majeur de la guerre civile entre Armagnacs et Bourguignons. L'armée royale française et bourguignonne assiège Bourges, ville armagnac défendue par Jean de Berry et ses alliés, en guise de punition suite à l'alliance avec les anglais donnant le duché d'Aquitaine. Après de longues semaines de bombardements, embuscades, lourdes pertes, Bourges capitule et les deux camps signent la Paix d'Auxerre.

## Contexte
Depuis fin 1411, la guerre civil entre Armagnacs et Bourguignons prend une grande ampleur depuis la présence des combats près de Paris à Saint-Denis et Saint-Cloud.
Cherchant des alliées, la faction Armagnac décide de faire une alliance secrète avec le roi d'Angleterre Henri IV dans le printemps 1412. Cette conspiration est éventée lorsque l'ambassadeur orléanais, Jacques Legrand, tente de traverser la Manche via Caen où le bailli fouille ses affaires et découvre les lettres destinées au roi d'Angleterre.
Le roi Charles VI est tout de suite mis au courant et, d'urgence, ordonne dans des lettres envoyées le 5 avril de préparer une expédition militaire contre Bourges, ville où se sont réunis les princes orléanais. Le 8 mai, l'armée royale, avec l'armée bourguignonne à leur solde de Jean sans Peur, marche sur Bourges avec l'oriflamme de Saint-Denis,.
Pendant ce temps, le Traité de Bourges est signé le 18 mai en Angleterre et dans la ville elle-même. Ce traité inclut une aide militaire anglaise pour la cause Armagnac, en échange les princes orléanais rendent tout ce qui a été conquis sur les Anglais depuis le traité de Brétigny en 1360 dont plusieurs forts et territoires,.
Le 22 mai, l'armée royale et bourguignonne atteignent La Charité-sur-Loire et pénètrent dans le duché de Berry le 29 mai où ils font déjà face à une résistance. Ils assiègent et prennent des places fortes comme Dun-le-Roi, avant d'atteindre Bourges le 10 juin,.

## Déroulement

### Mise en place du siège
L'armée bourguignonne se met en première ligne et elle est rejointe par l'armée royale en face de Bourges le 11 juin, la ville ne se rend pas,.
Charles VI et Jean sans Peur entreprennent le siège de Bourges et, au début, l'armée assiégeante découvre que les puits des faubourgs de la ville ont été empoisonnés, ce qui cause des ravages de la dysenterie dans les rangs,,. L'ordre est donné de seulement boire l'eau des fontaines et ruisseaux.
Les conditions deviennent vite infâmes pour l'armée royale et bourguignonne pour maintenir le siège, dans un environnement marécageux et avec une chaleur accablante rapporte le chroniqueur Enguerrand de Monstrelet présent au siège.
Dès le 12 juin, un combat avait eu lieu devant la ville où il y avait plusieurs dizaines de morts laissés sans sépultures, causant une odeur intolérable,.

### Piège
Au lendemain, lors d'une entrevue entre le duc de Berry et de Bourgogne, une épidémie meurtrière est déclarée où plusieurs soldats et chevaux ont perdu la vie.
 Quelque 500 hommes tentent une sortie avec l'objectif d'enlever le roi et son fils, le duc de Guyenne, et de tuer le duc de Bourgogne. Cependant, deux pages du seigneur Jacques de Créquy qui conduisent leurs chevaux à la rivière les aperçoivent et donnent l'alerte. S'ensuit un combat qui laisse sur le terrain plusieurs morts et prisonniers avant que les troupes armagnac réussissent à se réfugier derrière les remparts de la ville.

### Bombardements
Les bombardes, mises en place devant la ville depuis le début du siège, effectuent plusieurs tirs. Parmi ces bombardes, une appelée "Griette" est employée par 20 soldats qui fait un tir direct sur l'une des tours de la ville, ce qui la démolie partiellement. Le lendemain, ce canon tire douze pierres, dont deux pénétrèrent la tour, exposant de nombreux bâtiments et leurs habitants.

L'une des bombardes assiégeantes appelée "La Prusse" finit par rompre et devient inutilisable. Lors de ces bombardements, Jean de Berry est obligé de quitter sa résidence d'urgences pas moins de 7 fois durant tout le long du siège face à la précision de visée de l'artillerie assiégeante.

### Retraite
Lors d'une sortie, où des troupes Armagnacs vaincues se repliaient vers la ville, les bourguignons avaient décidé de les poursuives jusqu'aux portes de Bourges. En réponse, les défenseurs ont commencé à tirer si fort avec des arbalètes, catapultes et bombardes depuis les remparts que les troupes bourguignonne stationnées ont tout de suite dû se replier après des pertes massives,,.
Le 18 juin, le roi et son dauphin avec le duc de Bourgogne gagnent les environs proches de la Charité-sur-Loire au Nord-Est de Bourges à cause du danger de l'épidémie et du manque de vivre,. Ce manque de vivre s'explique par les routes logistiques empruntées par l'armée bourguignonne qui se faisaient constamment prendre en embuscade par les alliés armagnacs des environs de Bourges qui sortaient des villes et châteaux, entraînant d'autres sièges de moindre envergure.
C'est seulement le 22 juin que le roi avec son dauphin et le duc Jean sans Peur reviennent près de Bourges en incendiant et occupant des faubourgs tout autours,.

### Ultimatum

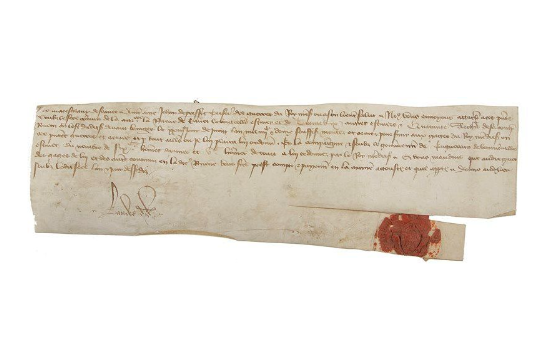
La lettre écrite par Landes pour le paiement des troupes au siège de Bourges le 24 juin 1412

L'armée assiégeante ne compte pas abandonner et le greffier Landes rédige une lettre d'ordonnance administrative le 24 juin destinée à Jean de Pressy, le trésorier de guerre du roi, pour le paiement des troupes dont surtout celle du capitaine bourguignon Enguerrand de Bournonville dirigeant 600 hommes d'armes et 500 hommes de trait.
Les tirs d'artillerie royale et bourguignonne reprennent et font beaucoup plus de dégâts en visant les murs de la ville créant des brèches. Le roi étant retombé dans sa maladie, c'est son dauphin Louis de Guyenne qui prend la responsabilité des opérations qui, à la différence de son père, éprouve plus de scrupules pour la cité. Etant héritier du joyau de la région Auvergne et Berry, il entreprend de sonner la fin du siège, ne pouvant pas supporter toutes nouvelles violences fraternelles.
Jean sans Peur soupçonne le dauphin pour ce revirement mais ne le montre pas. Dès le 4 juillet, une procession avait eu lieu pour mettre fin au siège, menant entre le 7-11 juillet une première entrevue de paix entre Jean de Berry et Jean sans Peur,,. Cela conduit au 12 juillet, sous la pression du duc d'Aquitaine et des conseillers, à un projet d'accord rédigé par le conseil royal pour mettre fin aux hostilités.

### Jours de négociations
Le 13 juillet, une nouvelle entrevue entre les ducs de Berry et de Bourgogne, a lieu au même endroit que la première, l'historien Bernard Guenée note dans le Le voyage de Bourges (1412) les deux versions des deux chroniqueurs sur place durant les derniers jours du siège.

Le chroniqueur Enguerrand de Monstrelet relate cet événement avec précision, décrivant l'acceptation par les deux ducs des termes de l'accord proposé. 

En revanche, Michel Pintoin, dans sa Chronique des religieux de Saint-Denis, omet cette rencontre directe et propose une version plus théâtrale : il dépeint la soumission du duc de Berry comme un miracle divin, orchestré par l'oriflamme de Saint-Denis. Selon Pintoin, le roi Charles VI avec son armée en bataille, attendait la réponse des assiégés, mais l'intervention surnaturelle de Jésus-Christ, évitant un bain de sang familial, transformant soudainement la situation, rendant inutile le déploiement de la bannière.
Le lendemain, le 14 juillet 1412, « tous les chevaliers et nobles de l'ost du roy » se réunissent devant le duc d'Aquitaine, un événement que Michel Pintoin omet encore dans sa chronique, tandis qu'Enguerrand de Monstrelet en offre un récit détaillé.
Monstrelet décrit des murmures parmi ceux déçus de ne pas piller Bourges, mais la majorité accepte la paix, pavant la voie à la cérémonie du lendemain.
Le 15 juillet, le jours de la fin du siège,, la soumission du duc de Berry est relatée différemment : Monstrelet présente une scène sobre où Berry arrive « en l'ost du roy », négocie les clauses du traité, dîne, puis remet les clés de Bourges avant de rentrer dans sa ville. En contraste, Michel Pintoin embellit l'événement, dépeignant Berry arrivant après trois jours avec une escorte de cinq cents chevaliers, effectuant une triple révérence rarissime et remettant les clés dans une tente royale entourée des ducs de Guyenne et de Bourgogne, avec un roi Charles VI magnanime l'invitant à s'asseoir et partageant vin et épices.
Lors de cette journée de fin du siège, l'archevêque de Bourges, Guillaume de Boisratier, est reçu par le roi, dans la tente du dauphin, et demande que soit levé le siège. Le dauphin fait rédiger les articles d'un traité de paix qui reprennent ceux de la paix de Chartres, articles approuvés par les ducs de Berry, de Bourbon et le sire d'Albret. 

Ils se donnent l'accolade et le baiser de paix. Berry dit à Jean sans Peur : « Mon bon neveu, j'ai mal agi et vous avez encore plus mal. Faisons-en sorte que le royaume soit en paix, tranquille. »
 Et il lui répond: « Mon bon oncle, ce n'est pas moi qui dirai le contraire. »
 Tout le monde se mette à pleurer de pitié et un rendez-vous est fixé à Auxerre pour la signature du traité rédigée.

## Conséquences
Le 17 juillet le duc de Berry offre, après la conclusion de la paix, un dîner somptueux, qu’il offrit aussi à son neveu Édouard III de Bar et au roi de Sicile Louis II d'Anjou, arrivé la veille avec une troupe qu’il amenait en renfort au roi après avoir soumis Jean Ier d'Alençon (Valois) à l'autorité de ce dernier.
C'est finalement le 20 juillet 1412 que la paix est signée est jurée dans une ambiance de méfiance réciproque: le duc d'Orléans est défendu par trois mille hommes campant à proximité, tandis qu'à son domicile, au couvent des Dominicains, Jean sans Peur vit sous la protection de trente écuyers savoyards, huit écuyers et vingt-quatre archers anglais, cinquante hommes d'armes bourguignons.
Les dégâts dans les faubourgs sont considérables. La prieuré Saint-Martin-des-Champs a été affectée, notamment à l'intérieur de la ville causée par l'artillerie, et les chanoines de la Sainte-Chapelle de Bourges ont été contraints de remettre sur pied les moulins de Saint-Privé au Nord de Bourges. Ils recrutent trois des plus importants maîtres d'œuvre alors engagés sur les chantiers du prince.
Après des jours de voyages, du 28 juillet au 22 août 1412, les factions négocient à Auxerre pendant 4 semaines pour la signature de la Paix d'Auxerre,, en jurant de respecter la Paix de Chartres,. Cependant dans cette période de guerre civile, les chroniqueurs et historiens appeler ces traités des « paix fourrés ». Cela invalide le Traité de Bourges entre Armagnacs et Anglais 
Dans le voyage aller-retour d'Auxerre, beaucoup des combattants meurt suite à la dysenterie qui fait encore des ravages jusqu'en décembre 1412, comme Pierre de Navarre ayant succombé.
C'est alors que débarque, le 10 août 1412, en même temps, à Saint-Vaast-La-Hougue une armée anglaise sous les ordres de Thomas duc de Clarence, fils cadet de Henri IV, qui devait arriver au secours des assiégés de Bourges suite au traité du 18 mai en échange du duché d'Aquitaine.

Mais il est déjà trop tard pour Charles Ier d'Orléans, les comtes d'Alençon et de Richemont vont à leurs rencontres.